# منطقه حفاظت‌شده کهیاز
منطقهٔ حفاظت‌شدهٔ کهیاز یک منطقهٔ حفاظت‌شده با مساحت ۹۲۰۲۴ هکتار است که در استان اصفهان در ایران قرار دارد. این منطقهٔ حفاظت‌شده طبق مصوبهٔ شمارهٔ ۷۷۳ در تاریخ ۹۹/۱۱/۰۶ در فهرست مناطق تحت حفاظت سازمان محیط زیست ایران قرار گرفت.